# SMS Markgraf
SMS Markgraf fu la terza delle quattro navi da battaglia, tipo dreadnought, della classe König. La Markgraf servì nella Kaiserliche Marine durante la prima guerra mondiale. Impostata nel novembre 1911, fu varata il 4 giugno 1913, entrò in servizio nella Hochseeflotte il 1º ottobre 1914, due mesi dopo l'inizio della guerra.
La nave era armata con 10 cannoni da 305mm installati in cinque torrette binate ed era in grado di sostenere 21 nodi di velocità. Deriva il suo nome dal titolo nobiliare tedesco di Markgraf (Margravio), assegnato alla famiglia reale del Margraviato di Baden.
Insieme alle altre tre navi della classe, SMS König, SMS Grosser Kurfürst, e SMS Kronprinz, la Markgraf prese parte alle più importanti azioni della flotta tedesca. Era la terza nave della linea di battaglia tedesca, il 31 maggio 1916, nella Battaglia dello Jutland, la Markgraf fu colpita da cinque proietti di grosso calibro di diverse navi britanniche ed ebbe 11 morti e 13 feriti tra il suo equipaggio. Nell'ottobre 1917, bombardò le postazioni russe durante l'Operazione Albion ed urtò due mine durante il viaggio di ritorno.
Alla fine della guerra, la Markgraf fu condotta insieme alla maggior parte della Hochseeflotte presso la base di Scapa Flow mentre venivano discusse le clausole del trattato di Versailles.
Il 21 giugno 1919 il contrammiraglio Ludwig von Reuter preferì ordinare l'autoaffondamento che far cadere la flotta in mani britanniche. Al contrario di molte altre navi che sono state recuperate per essere demolite, il relitto della Markgraf giace, rovesciato, sul fondo della baia.

## Costruzione e caratteristiche

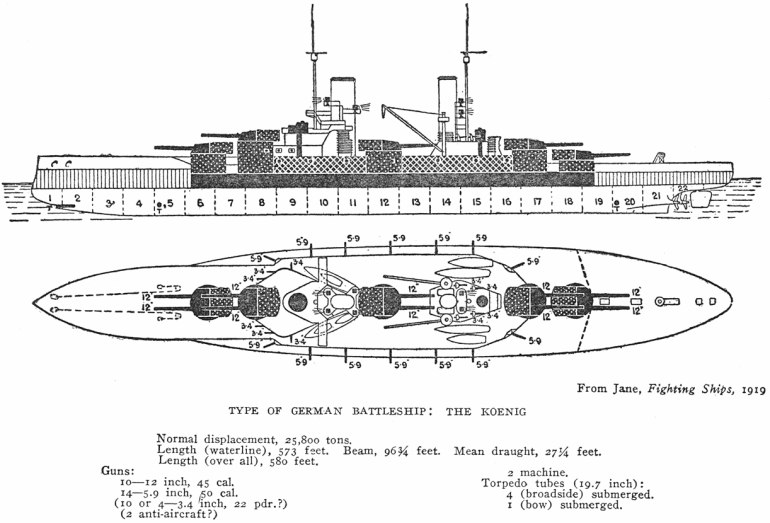
Pianta e profilo delle navi della classe König, da Jane's Fighting Ships1919

La Markgraf con il nome provvisorio Ersatz Weissenburg fu costruita nei cantieri AG Weser di Brema con il numero di cantiere 186. Impostata nel novembre del 1911 fu varata il 4 giugno 1913. La cerimonia di varo fu condotta dal principe Federico II di Baden Margravio del Baden. L'allestimento fu completato il primo ottobre 1914, il giorno stesso dell'entrata in servizio nella Hochseeflotte. Il costo della Markgraf fu di 45 milioni di Goldmark.
La Markgraf dislocava 25.796 t al varo e 28.600 t a pieno carico, con una lunghezza fuori tutto di 175,4 m, un baglio massimo di 19,5 m ed un'altezza totale dello scafo di 9,19  m. L'apparato propulsore era costituito da tre turbine a vapore Bergmann ognuna azionante un'elica, per complessivi 43.300 hp all'asse (32.3 MW) che permettevano una velocità massima di 21 nodi. Il vapore era prodotto da tre caldaie alimentate a nafta e 12 alimentate a carbone. L'autonomia era di 8.000 miglia nautiche alla velocità di crociera di 12 nodi. L'equipaggio era composto da 41 ufficiali e 1.095 marinai.
La Markgraf era dotata di una batteria principale composta da dieci cannoni da 305 mmSK L/50 Le batterie secondarie erano costituite da quattordici cannoni da 150 mm SK L/45 a tiro rapido montati in casematte e da sei cannoni da 88 mm SK L/45 a tiro rapido su entrambi i lati della torre comando anteriore e diretti verso prua. I cannoni da 88 mm furono sostituiti da quattro cannoni antiaereo sempre da 88 mm. Era equipaggiata anche con cinque tubi lanciasiluri da 500 mm posti sotto la linea di galleggiamento, uno a prua e gli altri quattro su i due lati di bordata. La corazza di murata era spessa 350mm. Il ponte aveva uno spessore di 30mm; le torrette e la torre di comando anteriore avevano una protezione spessa 300mm.

## Servizio
Dopo l'entrata in servizio, il primo ottobre del 1914, la Markgraf effettuò prove in mare fino al 12 dicembre. Per il 10 gennaio 1915 la nave si aggregò al III. Geschwader (3ª squadra da battaglia) composta dalle altre tre navi gemelle della classe König .
Il 22 gennaio 1915, la Markgraf ed il resto del III. Geschwader (IIIª squadra da battaglia) furono distaccate dalla flotta per condurre delle manovre di addestramento al tiro ed alle torpedini nel Mar Baltico. Tornarono nel Mare del Nord l'11 febbraio, troppo tardi per aiutare il I. Aufklärungsgruppe (I Gruppo da Ricognizione) nella battaglia di Dogger Bank (1915).
In seguito alla perdita della SMS Blücher nella battaglia di Dogger Bank, il Kaiser tolse, il 2 febbraio, il comando a von Ingenohl. Lo sostituì l'ammiraglio Hugo von Pohl che, durante tutto il 1915, organizzò una serie di sortite della flotta. La prima a cui partecipò la Markgraf fu il 29–30 marzo, al largo di Terschelling senza incontri con il nemico. Un'altra sortita della flotta fu effettuata il 17–18 aprile e poi ancora il 22 aprile. La Markgraf rimase, con il resto della flotta, in porto fino 29 maggio, quando partecipò alla sortita della Hochseeflotte del 29 e 31 maggio che si concluse senza combattimenti. Fece da scorta ad un'altra operazione di minamento il 11-12 settembre al largo di Texel. Seguì un'altra sortita della flotta il 23–24 ottobre.
Il viceammiraglio Reinhard Scheer fu nominato capo della Hochseeflotte il 18 gennaio 1916 in seguito all'aggravarsi del tumore al fegato dell'ammiraglio von Pohl, Scheer promosse una conduzione più aggressiva della flotta per cercare il confronto con la Grand Fleet; ottenne l'approvazione da parte del Kaiser in febbraio.
La prima operazione diretta da Scheer fu effettuata il mese seguente, il 5–7 marzo, con una sortita senza incontri nella parte più meridionale del Mare del Nord. Un'altra seguì tre settimane dopo, il 26 ed un'altra il 21–22 aprile.
Il 24 aprile, la Markgraf prese parte ad un attacco conto la costa inglese, ancora in supporto a distanza dell'azione degli incrociatori da battaglia del I. Aufklärungsgruppe. Gli incrociatori da battaglia lasciarono l'estuario dello Jade alle 10:55 CET, del 24 aprile 1916, ed il resto della Hochseeflotte seguì alle 13:40. L'incrociatore da battaglia Seydlitz urtò una mina sulla rotta di avvicinamento all'obiettivo, e dovette ritirarsi. Gli altri incrociatori da battaglia bombardarono la città di Lowestoft senza inconvenienti, ma durante l'avvicinamento a Yarmouth, incontrarono gli incrociatori britannici della Harwich Force. Si svolse un breve scambio di artiglieria interrotto dalla ritirata della Harwich Force. Segnalazioni dell'attività dei sommergibili britannici nell'area convinsero al ritiro del I. Aufklärungsgruppe. A questo punto, l'ammiraglio Reinhard Scheer, che era stato avvertito dell'uscita della Grand Fleet dalla sua base di Scapa Flow, decise il ritiro della flotta in acque tedesche.

### Battaglia dello Jutland

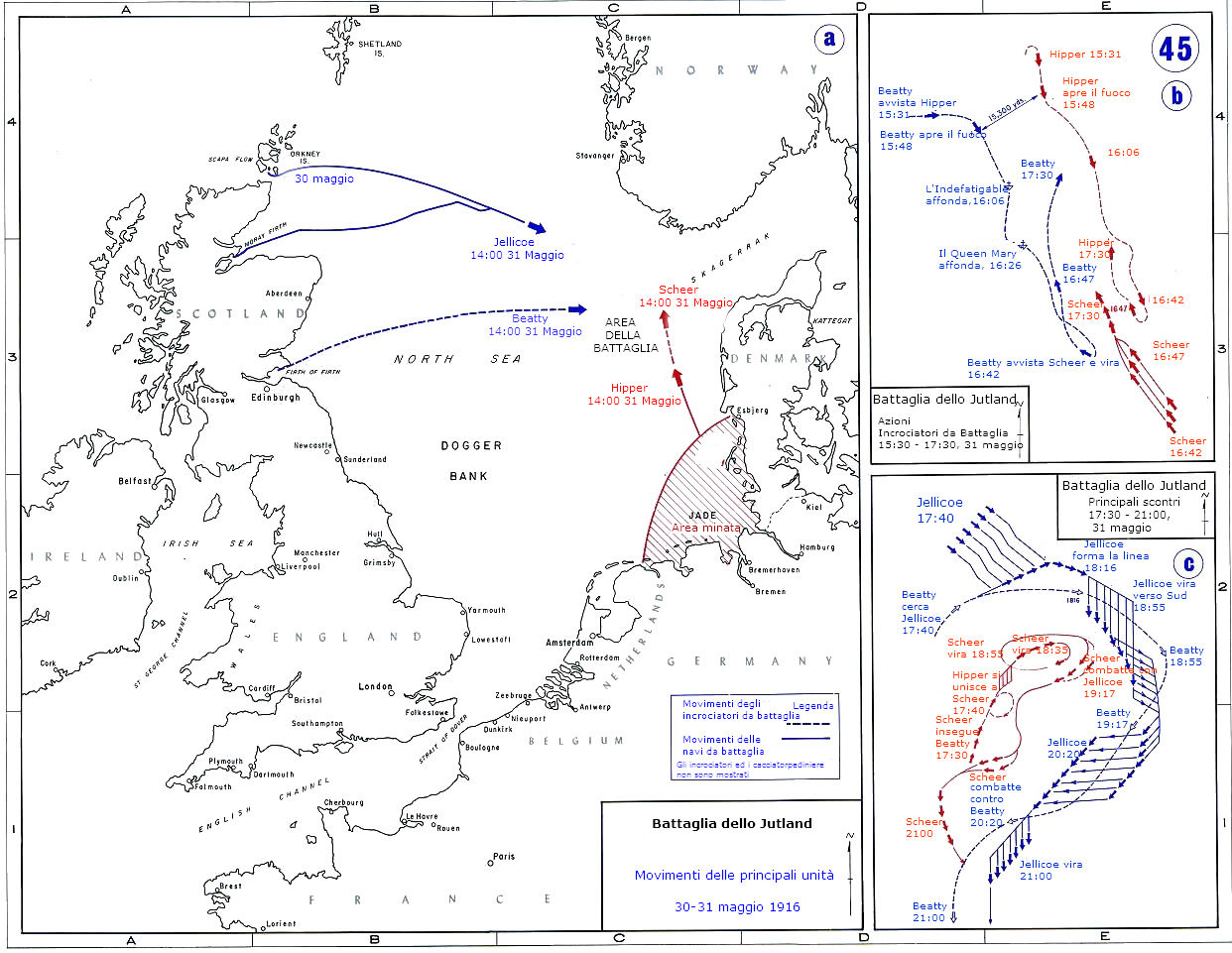
Schema della battaglia dello Jutland

La Markgraf partecipò all'azione navale che portò alla battaglia dello Jutland del 31 maggio ed il primo giugno 1916. L'operazione aveva ancora lo scopo di attrarre una parte della Grand Fleet per annientarla in battaglia prima dell'intervento del grosso della flotta. La Markgraf era la terza nave nella linea di battaglia tedesca, dietro la gemella König e Grosser Kurfürst seguita dalla Kronprinz. Le quattro navi costituivano la V Division del III. Geschwader ed erano l'avanguardia della flotta. Il III. Geschwader costituiva la prima di tre unità; subito dopo seguivano le navi della classe Kaiser che formavano la VI Division, III. Geschwader. A poppavia delle navi della classe Kaiser seguivano le navi della classe Helgoland e Nassau del II. Geschwader; la retroguardia era tenuta dalle vecchie pre-dreadnought della classe Deutschland appartenenti al I. Geschwader.
Poco prima delle ore 16:00 CET, gli incrociatori da battaglia del I. Aufklärungsgruppe incontrarono le navi omologhe del 1st Battlecruiser Squadron, al comando di David Beatty. Iniziò un duello di artiglierie che portò alla distruzione dell'Indefatigable, poco dopo le 17:00, e del Queen Mary, meno di mezz'ora dopo. A questo punto, gli incrociatori da battaglia tedeschi facevano rotta verso Sud per attirare le navi britanniche verso il grosso della Hochseeflotte. Per le 17:30, la König, la nave da battaglia tedesca in avanguardia, avvistò sia il I. Aufklärungsgruppe sia il 1st Battlecruiser Squadron in avvicinamento. Gli incrociatori da battaglia tedeschi dirigevano a dritta della König mentre le navi britanniche erano sul lato di sinistra. Alle 17:45, Scheer ordinò una virata di due quarte
a dritta per avvicinare le sue navi agli incrociatori britannici, e un minuto dopo, alle 17:46, fu dato l'ordine di aprire il fuoco.
La Markgraf concentrò il tiro contro l'incrociatore da battaglia HMS Tiger ad una distanza di 19.200 m (21.000 yarde). Simultaneamente aprì il fuoco con le sue batterie secondarie contro i cacciatorpediniere britannici che avanzavano per colpire con i siluri la flotta tedesca.. La Markgraf mantenne il fuoco sul Tiger fino alle 18:25 quando le più veloci navi britanniche distanziarono quelle tedesche.
Durante questo lasso di tempo, le navi da battaglia britanniche, la HMS Warspite e la HMS Valiant del 5th Battle Squadron aprirono il fuoco sulle navi dell'avanguardia tedesca. Alle 18:10, un proietto da 15 pollici (381 mm) colpì la Markgraf. Subito dopo, il cacciatorpediniere HMS Moresby lanciò un siluro da 7.300 m di distanza contro la Markgraf mancandola. Anche la HMS Malaya lanciò un siluro contro la Markgraf alle 19:05, ma anche questo siluro, lanciato da notevole distanza, mancò il bersaglio. Circa nello stesso momento, la Markgraf prese di mira un incrociatore della 2nd Light Cruiser Squadron prima di tornare a colpire le navi del 5th Battle Squadron per altri dieci minuti. Durante queste azioni, altri due proietti da 15 pollici (381 mm) raggiunsero la Markgraf. Il colpo che la raggiunse alle 18:10 colpì la giunzione tra due piastre della corazza da 200mm; il proietto esplose all'impatto e forò la corazza. Il ponte principale rimase deformato e circa 400 t d'acqua penetrarono nello scafo. Gli altri due colpi non esplosero e non causarono danni rilevanti.
Poco dopo le 19:00, l'incrociatore tedesco Wiesbaden venne immobilizzato da un colpo dell'Invincible; il contrammiraglio Paul Behncke sulla König cercò di manovrare le sue navi nel tentativo di coprire l'incrociatore danneggiato. Contemporaneamente le navi britanniche del III e del IV Light Cruiser Squadron iniziarono un attacco con i siluri contro la linea tedesca; mentre avanzavano per raggiungere la distanza di tiro per i siluri, colpirono il Wiesbaden con le loro batterie. Le navi della classe König svilupparono un pesante bombardamento contro gli incrociatori britannici, che però non si ritirarono. Nella successiva mischia, l'incrociatore corazzato britannico Defence fu colpito da due salve delle batterie principali della Grosser Kurfürst e quelle secondarie della Markgraf. Sotto il fuoco di numerose navi nemiche l'incrociatore esplose ed affondò alle 19:19. Poi la Markgraf concentrò il fuoco sull'incrociatore da battaglia HMS Princess Royal, colpendolo due volte. Il primo colpo colpì la corazza da 9 pollici della barbetta "X", fu deflesso in basso, ed esplose dopo aver penetrato la corazza da un pollice del ponte. I serventi del cannone di sinistra furono uccise, la torretta smise di funzionare e l'esplosione inflisse seri danni al ponte superiore. Il secondo colpo penetrò la corazza di murata da 6 pollici, rimbalzò nella sentina del carbone ed esplose sotto la corazzatura da un pollice del ponte. I due proietti uccisero 11 membri dell'equipaggio e ne ferirono 31. Allo stesso tempo le batterie secondarie della Markgraf concentrarono il fuoco sull'incrociatore corazzato HMS Warrior, che fu gravemente danneggiato e costretto a ritirarsi. Il Warrior affondò nel viaggio di ritorno, il mattino seguente.
Attorno alle 19:30, la flotta di navi da battaglia dell'ammiraglio John Jellicoe giunse nella mischia. La HMS Orion aprì il fuoco contro la Markgraf alle 19:32; sparò quattro salve di proietti perforanti da 13.5 pollici (APC) ed uno centrò la nave. Il proietto esplose all'impatto con la corazza della casamatta del cannone No. 6 da 150mm. Il proietto non penetrò all'interno ma perforò la corazza e mise fuori uso il cannone. L'esplosione ferì due serventi ed uccise gli altri. Un altro proietto di grosso calibro colpì la nave nello stesso istante e alle 19:44, la distorsione dell'asse dell'elica di sinistra costrinse l'equipaggio a fermare la turbina di sinistra. Lo storico John Campbell ritiene che quest'ultimo proietto abbia causato il danno all'asse. La nave rallentò a 17–18 nodi, ma riuscì a rimanere nella linea di battaglia.
Per le 20:00, la flotta tedesca virò verso est per sganciarsi dal fuoco di quella britannica comandata dall'ammiraglio John Jellicoe. Subito dopo, quattro incrociatori leggeri britannici ripresero l'attacco contro il Wiesbaden immobilizzato; Le navi da battaglia tedesche dell'avanguardia, tra cui la Markgraf, aprirono il fuoco, con le batterie secondarie, sugli incrociatori nel tentativo di fermarne l'azione.
In questo intervallo, la Markgraf fu presa di mira dalla HMS Agincourt con le sue batterie da 12 pollici che colpirono con un proietto alle 20:14. Il proietto non esplose e si distrusse nell'impatto con la corazza da 8 pollici di murata causando danni minimi. Due lastre di corazza da 14 pollici sotto a quella colpita rimasero distorte leggermente verso l'interno causando limitati allagamenti.
Il pesante fuoco della flotta britannica costrinse Scheer ad ordinare l'inversione di rotta alla sua flotta. A causa della sua ridotta velocità la Markgraf virò in anticipo, nel tentativo di mantenere la posizione nella linea di battaglia, questo, costrinse la Grosser Kurfürst ad uscire dalla formazione. La Markgraf rimase dietro la Kronprinz mentre la Grosser Kurfürst si impegnò a guadagnare la sua posizione dietro la König. Dopo essere riuscito a sottrarre la sua flotta dal combattimento, Scheer ordinò di assumere la formazione di crociera notturna, ma errori di comunicazione fra Scheer a bordo della SMS Friedrich der Grosse e la SMS Westfalen, in testa alla formazione, causarono ritardi. Diversi incrociatori leggeri e cacciatorpediniere britannici incapparono nella linea tedesca attorno alle 21:20. nel conseguente breve ingaggio la Markgraf colpì l'incrociatore HMS Calliope cinque volte con le sue batterie secondarie. La flotta completò la formazione per le 23:30, con la Markgraf tredicesima nella linea formata da 24 navi da battaglia.
Attorno alle 02:45, diversi cacciatorpediniere britannici organizzarono un attacco con i siluri contro la metà posteriore della linea tedesca. La Markgraf inizialmente non aprì il fuoco, incerta sulla appartenenza dei cacciatorpediniere. Ma gli ufficiali di tiro a bordo della Grosser Kurfürst aprirono il fuoco ed cambiarono rotta per evitare i siluri, la Markgraf imitò la manovra ed aprì il fuoco.I l violento fuoco delle navi tedesche costrinse i cacciatorpediniere britannici a ritirarsi. Alle 05:06, la Markgraf ed molte altre navi aprirono il fuoco su quello che pensavano fosse un sommergibile.
La Hochseeflotte era riuscita ad attraversare le linee del naviglio sottile britannico senza che le navi da battaglia di Jellicoe intervenissero, e conseguentemente raggiunsero le secche di Horns Rev (costa ovest della Danimarca) per le 04:00 del primo giugno. Nel raggiungere Wilhelmshaven, la Markgraf entrò nel porto mentre molte altre navi rimasero in difesa fuori del canale. La nave fu poi trasferita ad Amburgo dove fu riparata presso il bacino di carenaggio della AG Vulcan. Le riparazioni furono completate per il 20 luglio. Durante la battaglia la Markgraf utilizzò 254 proietti per le batterie principali e 214 per quelle da 150 mm. Fu colpita da cinque proietti di grande calibro che uccisero 11 uomini e ne ferirono 13.

### Operazioni successive
Dopo le riparazioni, la Grosser Kurfürst fu inviata nel Baltico per addestramento. L'ammiraglio Scheer organizzò una sortita in forze, simile a quella che portò alla battaglia dello Jutland, per il 18–20 agosto. Dato che il SMS Von der Tann ed il SMS Moltke erano i soli incrociatori da battaglia in condizioni operative, la Markgraf, la nuova nave da battaglia, SMS Bayern e la Grosser Kurfürst, furono temporaneamente distaccate al I. Aufklärungsgruppe per la missione. L'ammiraglio Scheer con il resto della Hochseeflotte avrebbe seguito in copertura. La Royal Navy venne a conoscenza della sortita e fece salpare la Grand fleet per intercettare le navi tedesche. Alle 14:35, Scheer fu avvisato dell'avvicinarsi delle navi britanniche, e non volendo affrontare di nuovo l'intera flotta britannica appena 11 settimane dopo la battaglia dello Jutland, si ritirò verso i porti tedeschi.
La Markgraf fu presente nella sortita del 18-20 ottobre verso il Sunderland, che si concluse senza incontri.
Tra il 21 ottobre ed il 2 novembre effettuò delle missioni di addestramento insieme al resto del III. Geschwader. Due giorni dopo era di nuovo in linea. Il 5 novembre, due sommergibili si arenarono sulla costa danese. Fu inviato del naviglio sottile per il recupero ed il III. Geschwader, che era in navigazione nel Mare del Nord in rotta verso Wilhelmshaven, come copertura.
La nave tornò in linea con la flotta per il 23 aprile. Tra 17 maggio ed l'8 giugno condusse un programma di addestramento insieme al resto del III. Geschwader nel Mar Baltico. Al ritorno nel Mare del Nord fu assegnata alla sorveglianza del Golfo di Germania (parte sud est del mare del Nord), interrotta solo da un periodo di revisione in gennaio e dalle periodiche missioni di addestramento.

### Operazione Albion
Nell'ottobre 1917 navigò verso la baia di Danzica per partecipare alla preparazione dell'operazione Albion, per la conquista delle isole di fronte a Riga. Il 12 ottobre, la Markgraf si posizionò nella baia di Tagalaht (nord dell'isola di Saaremaa) oltre il capo Ninase (Ninnast).
Dopo il vittorioso assalto anfibio il III. Geschwader navigò verso la baia di Danzica, ma la Markgraf rimase indietro per diversi giorni. Il 17 ottobre la Markgraf lasciò la baia di Tagalaht per ricongiunsersi alla sua squadra nel Gulf of Riga, ma il giorno successivo si arenò davanti a Kalkgrund. La nave fu velocemente liberata, e raggiunse il 19 ottobre, il III. Geschwader a nord delle secche di Larina. Il giorno dopo, la Markgraf navigò verso il canale di Moon, ed il 25 partecipò al bombardamento delle postazioni russe sull'isola Kynö.
La Markgraf urtò due mine, in rapida successione, nello stretto di Irbe ed imbarcò 260 t di acqua. La nave continuò verso Kiel passando per Neufahrwasser a Danzica; poi si diresse a Wilhelmshaven, dove i danni da mina furono riparati. I lavori furono completati presso i Cantieri Imperiali di Wilhelmshaven dal 6 al 23 novembre.
Tornata in servizio, riprese i compiti di pattugliamento nel Mare del Nord. La nave prese poi parte alla missione contro i convogli alleati nel Mare del Nord, tra la Gran Bretagna e la Norvegia condotta fra il 23 ed il 25 aprile, che fu interrotta per le avarie meccaniche subite dalla SMS Moltke.

### Destino finale

Mappa della posizione dei relitti delle navi affondate a Scapa Flow, la Markgraf è contrassegnata con il numero 6;click per ingrandire

La Markgraf avrebbe dovuto partecipare all'ultima azione della Hochseeflotte. Dalla base di Wilhelmshaven, la flotta tedesca, si sarebbe diretta in forze contro le coste inglesi per affrontare la Grand Fleet; Scheer —ora il Großadmiral della flotta— si proponeva di infliggere il massimo dei danni alla flotta britannica, per ottenere migliori condizioni di resa, sacrificando la flotta tedesca. Ma, mentre la flotta si riuniva a Wilhelmshaven, i marinai, stanchi della guerra, iniziarono a disertare in massa. Mentre la Von der Tann e la Derfflinger passavano attraverso le chiuse che dividevano il porto interno di Wilhelmshaven e i canali esterni, circa 300 uomini, da entrambe le navi, si calarono dalle murate e scapparono sulle rive.
Il 24 ottobre 1918, fu dato l'ordine di salpare da Wilhelmshaven. Dalla notte del 29 ottobre, i marinai di numerose navi si ammutinarono; tre navi del III. Geschwader si rifiutarono di levare le ancore, ed atti di sabotaggio si verificarono a bordo delle navi da battaglia SMS Thüringen e SMS Helgoland. L'ordine di partenza fu ritirato di fronte alla rivolta. Nel primo novembre 1918, iniziò la rivoluzione tedesca che portò all'Armistizio, decretando la fine della guerra.
In seguito alla resa della Germania nel novembre 1918, la maggior parte della Hochseeflotte, sotto il comando del contrammiraglio Ludwig von Reuter, furono condotte presso la base navale britannica di Scapa Flow. Prima della partenza della flotta tedesca, l'ammiraglio Adolf von Trotha esplicitò a von Reuter che, in ogni caso, le navi non potevano essere consegnate agli Alleati. La flotta tedesca si incontrò con l'incrociatore leggero britannico HMS Cardiff, che la portò verso la grande scorta di navi alleate che doveva condurla fino a Scapa Flow. La flotta alleata era composta da circa 370 navi britanniche, statunitensi e francesi. Una volta confinate a Scapa Flow, alle navi furono rimossi gli otturatori dei cannoni per renderli inservibili.
La flotta rimase prigioniera durante i negoziati che condussero alla firma del trattato di Versailles. Von Reuter riteneva che la Royal Navy si sarebbe impossessata delle navi per il 21 giugno, che era la scadenza imposta alla Germania per la firma del trattato. Non essendo a conoscenza della proroga concessa fino al 23, Reuter decise di dare l'ordine di affondare le navi. La mattina del 21 giugno, la flotta britannica lasciò Scapa Flow per condurre delle esercitazioni in mare, e alle 11:20 Reuter trasmise l'ordine alle sue navi. La Markgraf affondò alle 16:45.
I soldati britannici di guardia alle navi persero il controllo nel tentativo di impedire l'affondamento delle navi; spararono ed uccisero il capitano della Markgraf, Walter Schumann, che si trovava su di una scialuppa, ed un marinaio. In totale, le guardie uccisero nove tedeschi e ne ferirono 21. Il resto degli equipaggi, in totale 1.860 tra ufficiali e marinai, fu imprigionato.
La Markgraf non fu mai recuperata per la demolizione, al contrario della maggior parte delle altre navi autoaffondate La Markgraf e le sue due gemelle affondarono in acque più profonde delle altre navi da battaglia, il che rendeva il recupero più difficile. L'inizio della seconda guerra mondiale nel 1939 pose fine alle operazioni di recupero, e dopo la guerra si stabilì che il recupero dei relitti più profondi era economicamente non possibile. I diritti per il futuro recupero vennero venduti alla Gran Bretagna nel 1962. La Markgraf e le altre navi affondate sul fondo della baia di Scapa Flow sono un popolare sito per immersioni subacquee, e sono protette da stretti regolamenti.

### Riferimenti
1. 1 2  Tarrant, pp. 296, 298.
2. 1 2 3 4 5 6 7  Staff, p. 35.
3. 1 2 3 4 5  Gröner, p. 27.
4. ↑  Campbell "Germany 1906–1922", p. 36.
5. 1 2  Koop & Schmolke, p. 131.
6. 1 2 3 4 5  Gröner, p. 28.
7. 1 2 3  Gröner, p. 28.
8. ↑  NavWeaps (15 cm/45)
9. ↑  Staff, p. 29.
10. ↑  Tarrant, pp. 43-44.
11. ↑  Tarrant, p. 49.
12. ↑  Tarrant, p. 50.
13. ↑  Staff, pp. 32-35.
14. ↑  Tarrant, p. 53.
15. ↑  Tarrant, p. 54.
16. ↑  Tarrant, p. 286.
17. ↑  Tarrant, pp. 94-95.
18. ↑  Tarrant, pp. 100-101.
19. ↑  Tarrant, p. 110.
20. ↑  Tarrant, pp. 110-111.
21. ↑  Tarrant, p. 116.
22. ↑  Tarrant, p. 118.
23. ↑  Campbell Jutland, p. 100.
24. ↑  Campbell Jutland, p. 101.
25. ↑  Campbell Jutland, p. 110.
26. ↑  Campbell Jutland, p. 111.
27. ↑  Campbell Jutland, pp. 144-145.
28. ↑  Tarrant, p. 137.
29. ↑  Tarrant, p. 138.
30. 1 2 3  Campbell Jutland, pp. 152-153.
31. ↑  Campbell Jutland, pp. 170-172.
32. ↑  Campbell Jutland, p. 155.
33. ↑  Campbell Jutland, p. 156.
34. ↑  Campbell Jutland, pp. 193-195.
35. ↑  Campbell Jutland, p. 162.
36. ↑  Tarrant, p. 169.
37. ↑  Campbell Jutland, p. 206.
38. ↑  Campbell Jutland, p. 245.
39. ↑  Tarrant, pp. 172-174.
40. ↑  Campbell Jutland, p. 201.
41. 1 2  Campbell Jutland, p. 275.
42. ↑  Campbell Jutland, pp. 250-251.
43. ↑  Campbell Jutland, pp. 298-299.
44. ↑  Campbell Jutland, pp. 300-301.
45. ↑  Campbell Jutland, p. 314.
46. ↑  Tarrant, pp. 246-247.
47. ↑  Campbell Jutland, p. 320.
48. ↑  Campbell Jutland, p. 336.
49. ↑  Tarrant, p. 292.
50. ↑  Staff, p. 30.
51. ↑  Massie, p. 682.
52. ↑  Massie, p. 683.
53. ↑  Tarrant pp. 280–281, Tarrant.
54. ↑  Massie, p. 775.
55. ↑  Tarrant pp. 281–282, Tarrant.
56. ↑  Tarrant, p. 282.
57. 1 2  Herwig, p. 256.
58. ↑  Herwig, pp. 254-255.
59. ↑  Herwig, p. 255.
60. 1 2  Herwig, p. 257.
61. ↑  Staff, p. 36.
62. ↑  Butler, p. 229.
63. ↑  Konstam, p. 187.